# 56041 Luciendumont
56041 Luciendumont è un asteroide della fascia principale. Scoperto nel 1998, presenta un'orbita caratterizzata da un semiasse maggiore pari a 2,2945780 UA e da un'eccentricità di 0,2169969, inclinata di 7,67171° rispetto all'eclittica.